# 邓原岳
邓原岳（1555年—1604年），字汝高，号翠屏。福建福州府闽县（今福州市区）人。

## 生平
嘉靖三十四年（1555年）出生。萬曆十三年（1585年）乙酉科福建乡试第三十名举人，二十年（1592年）壬辰科二甲五十一名進士，户部觀政，二十二年授戶部主事，二十三年浙江监兑，二十四年管下粮厅，二十五年主考廣東鄉試，二十六年升员外郎、郎中，通州管粮。二十七年出为云南按察司提学佥事，二十九年进湖广右参议，三十一年（1603年）积劳成疾。次年，擢拔为湖广按察副使，未就任而卒，享年五十。工於詩，初学郑善夫，为福州“竹林七贤”之一。谢肇淛谓其诗：“功侯颇为不浅，惟未免有模拟之痕”。有《闽诗正声》、另有《西楼集》。 

## 家族
曾祖鄧亮。祖父鄧忠，賀縣教谕，贈知縣。父鄧遷，嘉兴府通判。嫡母葉氏，生母王氏。